# Ориониды
Ориони́ды — метеорный поток, метеоры которого кажутся вылетающими из созвездия Ориона.

## Описание
Рой метеорных тел, образующий ориониды, дважды в год встречается с Землей. При встречах наблюдаются два метеорных потока: весной — Майские Аквариды (радиант в созвездии Водолея) с максимальным числом метеоров 5 мая, осенью — Ориониды с максимальным числом метеоров 21-22 октября. Метеорный поток Орионид связан с кометой Галлея.